# Marie-Louise Dubreil-Jacotin
Marie-Louise Dubreil-Jacotin (geborene Jacotin; * 7. Juli 1905 in Paris; † 19. Oktober 1972 ebenda) war eine französische Mathematikerin.

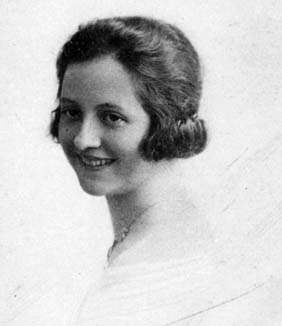
Dubreil-Jacotin

## Leben
Marie-Louise Jacotin war die Tochter eines Bankjuristen und hatte am Gymnasium Jules Ferry Mathematikunterricht bei der Schwester des Mathematikers Élie Cartan. 1926 wurde sie Zweite in den Eingangsprüfungen für die Eliteuniversität École normale supérieure (ENS). Dennoch wurden ihr als Frau formale Hürden errichtet, und Jacotin konnte erst nach Protesten anderer an der ENS studieren. Zu ihren Lehrern zählten unter anderem Jacques Hadamard, Henri Lebesgue und Henri Villat.  1929 nahm sie an der Prüfung für die Agrégation in Mathematik für Männer teil (es gab eine separate für Frauen) und wurde Dritte gleichauf mit Claude Chevalley. 1930 heiratete sie den Mathematiker Paul Dubreil, einen Studienkollegen an der ENS, mit dem sie eine Tochter hatte. 1930 ging sie auf Einladung von Vilhelm Bjerknes nach Oslo, wo sie sich mit Hydrodynamik befasste, und besuchte dann mit ihrem Ehemann Italien und Deutschland. In Italien war sie bei Tullio Levi-Civita und befasste sich ebenfalls mit Hydrodynamik, in Deutschland bei Emmy Noether zuerst in Frankfurt am Main (wo Emmy Noether 1930/31 Vorlesungen hielt) und dann in Göttingen. Dort wurde der Beginn des Interesses von ihr und ihrem Mann für moderne Algebra gelegt. 1934 promovierte sie auf dem Gebiet der Strömungslehre in Paris bei Ernest Vessiot (Sur la détermination rigoureuse des ondes permanentes périodiques d’ampleur finie). Damit war sie die dritte Frau, die in Frankreich in Mathematik promoviert wurde. 1935 hielt sie den Cours Peccot am Collège de France (eine Auszeichnung für neue Doktoranden in Mathematik). Als ihr Mann Professor in Nancy war, nahm sie 1939 eine Stelle an der Universität Rennes an, da gemeinsame Lehrverpflichtungen von Ehepartnern an derselben Universität nicht gern gesehen wurden. 1940 lehrte sie in Lyon und 1943 als Professorin an der Universität Poitiers und war damit die erste Mathematik-Professorin in Frankreich (wobei Poitiers noch zur von Deutschland besetzten Zone gehörte). Ihre akademische Karriere setzte sie auch fort, als ihr Mann Professor in Paris wurde. 1956 wurde sie ebenfalls Professorin an der Faculté des Sciences in Paris und unterrichtete bis zu ihrem Tod am Institut Henri Poincaré. 1972 wurde sie das Opfer eines Verkehrsunfalls und erlag fünf Wochen später als Spätfolge einem Herzinfarkt.
Eine Straße im XIII. Arrondissement von Paris ist nach Marie-Louise Dubreil-Jacotin benannt, eine weitere Straße in der Nähe ihrer Wirkungsstätte an der Universität Poitiers.
1952 war sie Präsidentin der Société Mathématique de France.

## Werk
Nach ihrer Promotion verlagerte Dubreil-Jacotin ihren Forschungsschwerpunkt zunehmend von der Hydrodynamik zur Algebra. Ab 1943 gründete Dubreil-Jacotin an der Universität Poitiers eine Forschungsgruppe, in die sie neben drei weiteren auch den damals 23-jährigen Marcel-Paul Schützenberger berief, der sich mit Halbgruppen befasste. Ihr Mann hatte seit 1946 in Paris ein Seminar über Algebra und Zahlentheorie (damals in Frankreich noch gegenüber der traditionell starken Analysis vernachlässigte Gebiete)  mit Charles Pisot, das sie ab 1957 mit leitete (ab 1967 kam Léonce Lesieur hinzu). 1962 bis 1971 war sie an der Herausgabe der Seminar-Niederschriften beteiligt. Sie veröffentlichte mit ihrem Mann ein Lehrbuch der Modernen Algebra (im Sinn der Schule von Emmy Noether) und war Ko-Autorin einer Monographie über die Theorie der Verbände. Später befasste sie sich mit geordneten Halbgruppen und ab Ende der 1960er Jahre mit der Anwendung von Algebra in der Informatik.
Sie schrieb das Kapitel Frauen in der Mathematik in einem 1948 erschienenen Sammelband zur Mathematik, herausgegeben von François Le Lionnais.

## Schriften
- Sur la détermination rigoureuse des ondes permanentes périodiques d’ampleur finie, Gauthier-Villars, Paris 1934; dito, Journal de Mathématiques Pures et Appliquées, 1934, S. 217–291 (französisch; Dissertation; Jahrbuch-, Zentralblatt-Rezension)
- Figures de mathématiciennes in François Le Lionnais (Hrsg.): Les grands courants de la pensée mathématiques, Paris 1948, S. 258–269 (französisch)
  - Women mathematicians (PDF-Datei, 1,7 MB) in François Le Lionnais (Hrsg.): Great currents of mathematical thought, Dover, New York 1971, S. 166–173 (englische Übersetzung)
- mit Léonce Lesieur,[6] Robert Croisot: Leçons sur la théorie des treillis des structures algébriques ordonnées et des treillis géométriques, Gauthier-Villars, Paris 1953 (französisch; Zentralblatt-Rezension)
- mit Paul Dubreil: Leçons d’algèbre moderne, Dunod, Paris 1961; 2. Auflage 1964 (französisch; Zentralblatt-Rezension)
  - Lectures on modern algebra, Oliver & Boyd, Edinburgh 1967 (englische Übersetzung von A. Geddes)
  - Lecciones de álgebra moderna, Reverté, Barcelona 1971; 2. Auflage 1975, ISBN 84-291-5070-6 (spanische Übersetzung von Rafael Rodríguez Vidal)